# 伊地知貞馨
伊地知 貞馨（いじち さだか）は、幕末期の薩摩藩士。明治時代の官僚。名前は堀 次郎とも。

## 生涯
薩摩藩の少壮藩士による誠忠組の旗揚げに加わる。この頃は堀を名乗っている。藩校・造士館の句読師(漢文の素読を教える教官)を務めた経歴を持つ。藩主の父として実権を握る島津久光は過激に陥りがちな誠忠組の取り込みを図り、側近として抜擢。堀も御小納戸役に任命された（この時、藩命により次郎と改名。文久2年（1862年）4月には再び藩命で小太郎と改名）。当初は大久保利通と並ぶ久光側近として、京都・江戸などで他藩との交渉などに活躍した。
文久元年（1861年）12月、幕府改革を目指した久光の出兵計画（後に文久の改革に繋がる）の準備のための時間稼ぎを行う必要があり、藩主・島津忠義の参勤を遅らせるための奇策として、国元からの指示で江戸藩邸を自焼させた。この「火災被害」により、忠義は江戸出府の遅延を差し許されたが、翌文久2年（1862年）8月3日、幕府によって薩摩藩の自作自演であることが発覚（この際に藩命により伊地知壮之丞に改名）。主犯格とされた伊地知は10日、藩の船天祐丸により江戸から鹿児島に檻送され、以後は薩摩藩の政治活動の第一線からは退き、勝手方掛となった。貨幣局出仕、琉球在番、修史の編纂に携わる。慶応年間には、薩摩の英・蘭との貿易交渉に従事する。
紡績授業に関心を持ち、集成館事業の中心人物の蘭学者・石河確太郎が大和・摂津・和泉からの綿花の大量買い付けによる紡績事業の振興を政府に建言したことを契機として大和に偵察に赴き、その経験から大和への遷都論を主張した。
明治維新後は内務省に出仕するが、長年の盟友だった内務卿・大久保利通に、琉球から賄賂を受取った事を咎められ免職となる。墓所は青山霊園。
まとめた主な史書に『沖縄志略』『沖縄志（琉球志）』がある。

## 家族
- 次男・伊地知壮熊（そうくま、1864 - 1931） ‐ 小倉鉄道社長、日田鉄道社長。米国で工学を学び、明治25年逓信省鉄道技師として奉職、明治40年に帝国鉄道庁技師、その後鉄道院の技師兼鹿児島建設事務所長となり、正五位勳四等に叙せられる。退官後上記鉄道会社社長を歴任した。黒岡帯刀の娘婿。[4][5]
- 娘・ひろ ‐ 伊地知彦次郎の妻
- 孫・伊地知貞一（1894-） ‐ 長男・徳之助の長男。黒田清隆の娘婿。
- 孫・伊地知壮一（1901-） ‐ 壮熊の長男。東大機械科卒業後、中島飛行機の設計課長を務めたが、胸を患い、終戦直後に没した。[6][7]

## 栄典
位階
- 1882年（明治15年）2月17日 - 従六位[8]
- 1887年（明治20年）4月15日 - 正六位[9][8]
- 1924年（大正13年）2月11日 - 贈従五位[10]

勲章等
- 1887年（明治20年）4月15日 - 勲六等単光旭日章[9][8]